# آلن میکسینز وود

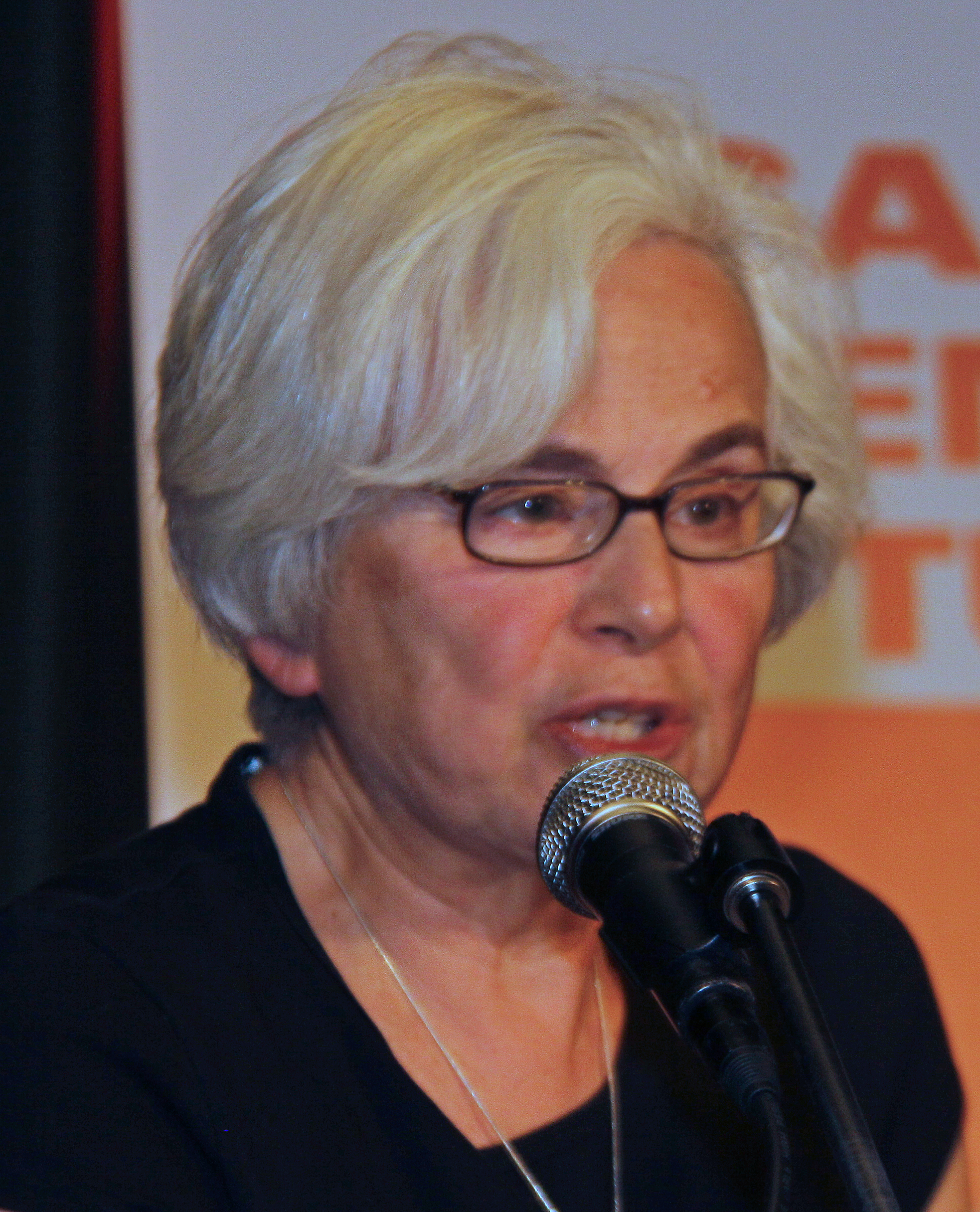
الن میکسینز وود(۲۰۱۲)

الن میکسینز وود (۱۲ آوریل ۱۹۴۲ – ژانویه ۱۴، ۲۰۱۶) محقق و تاریخ‌نگار آمریکایی مارکسیست بود.

## زندگی‌نامه
وود در نیویورک به دنیا آمد. او در ایالات متحده و اروپا رشد یافت.
وود مدرک کارشناسی اش را در زبان‌های اسلاوی، از دانشگاه کالیفرنیا در برکلی در سال ۱۹۶۲ دریافت کرد. پس از آن مشغول دورهٔ تحصیلات تکمیلی در علوم سیاسی در دانشگاه کالیفرنیای لس آنجلس شد که از این دانشگاه در سال ۱۹۷۰ مدرک دکترای خود را گرفت. او از سال ۱۹۶۷ تا ۱۹۹۶ مشغول تدریس علوم سیاسی در کالج گلندون در دانشگاه یورک در تورنتو، اونتاریوی کانادا بود.
او به همراه رابرت برنر، بنیان‌های «مارکسیسم سیاسی» را پایه گذاشت، شاخه ای از نظریهٔ مارکسیستی که تاریخ را در مرکز واکاوی خود قرار می‌دهد. او باعث حرکتی از سمت ساختارگرایی و غایت باوری به سمت خاص بودگی تاریخی و فرایندهای مربوط به پراکسیس روزمره شده.
از سوی دیگر، وود در آثار دیگرش که برخی با همراهی همسرش نیل وود منتشر شده اند، به بررسی تاریخ اجتماعی نظریه های سیاسی پرداخته است. در این راستا، او بررسی یونان باستان و دموکراسی یونانی پرداخته و تأکید می کند که به منظور فهم درست هر مجموعه ی نظرات و ایده هایی، می بایست این مجموعه ی ایده ها را در سازوکار تاریخی ـ اجتماعی مرتبط با آن قرار داد. برای مثال، ایده ی دموکراسی آتنی می بایست در نسبت با سازوکارهای اقتصاد برده داری یونان مورد بررسی قرار گیرد، یا ایده های جان لاک به عنوان بنیانگذار لیبرالیسم، باید در نسبت به مرحله ای به خصوص از رشد سرمایه داری فهم شود. او می نویسد: «این تاریخ اجتماعیِ نظریه ی سیاسی، در درک خود از زمینه ی تاریخی، راه خود را از برخی پیش گزاره های بنیادین پیش می گیرد که به سنتِ «ماتریالیسم تاریخی» تعلق دارد: موجودات انسانی، با یک دیگر و با طبیعت وارد مناسباتی خاص می شوند که منجر به بقای آن ها و بازتولید اجتماعی می شود. به منظور فهمِ کنش های اجتماعی و محصولات فرهنگی هر زمان و مکان، ما باید چیزی درباره ی آن شرایط بقا و بازتولید اجتماعی بدانیم: گاهی اوقات درباره ی اینکه چگونه برخی از افراد به نیروی کار دیگران دسترسی پیدا کرده اند، گاهی درباره ی مناسباتی که بین افراد تولیدکننده و افرادی که محصولات تولیدشده ی دیگران را به خود اختصاص می دهند، و گاهی دربارهی این مناسباتی که در سلطه ی سیاسی، مقاومت و مبارزه بیان شده اند» (پاتریکوئین، 2012: 142)

## کتاب

### تنها نویسنده
امپراتوری سرمایه، ترجمه حسن مرتضوی، نشر نیکا (1388)
دموکراسی در برابر سرمایه داری، ترجمه حسن مرتضوی، انتشارات بازتاب نگار (1386)
خاستگاه سرمایه داری از چشم اندازی گسترده تر، ترجمه حسن مرتضوی، نشر ثالث (1395)
- Mind and Politics: An Approach to the Meaning of Liberal and Socialist Individualism. University of California Press, 1972.
- The Retreat from Class: A New 'True' Socialism. Schocken Books, 1986. شابک ‎۰−۸۰۵۲−۷۲۸۰−۱0-8052-7280-1. Verso Classics, January 1999. Reprint with new introduction. شابک ‎۱−۸۵۹۸۴−۲۷۰−۴1-85984-270-4.
- The Pristine Culture of Capitalism. Verso, 1992. شابک ‎۰−۸۶۰۹۱−۵۷۲−۷0-86091-572-7.
- Democracy Against Capitalism: Renewing Historical Materialism. Cambridge University Press, 1995. شابک ‎۰−۵۲۱−۴۷۶۸۲−۸0-521-47682-8. Excerpt available here
- Peasant-Citizen and Slave: The Foundations of Athenian Democracy. Verso, February 20, 1997. شابک ‎۰−۸۶۰۹۱−۹۱۱−۰0-86091-911-0.
- The Origin of Capitalism. Monthly Review Press, 1999, 120 pp. شابک ‎۱−۵۸۳۶۷−۰۰۰−۹1-58367-000-9, شابک ‎۱−۵۸۳۶۷−۰۰۷−۶1-58367-007-6. Revised edition: The Origin of Capitalism: A Longer View. Verso Books, 2002, 213 pp. شابک ‎۱−۸۵۹۸۴−۳۹۲−۱شابک ‎۱−۸۵۹۸۴−۳۹۲−۱1-85984-392-1, شابک ‎۹۷۸−۱−۸۵۹۸۴−۳۹۲−۵شابک ‎۹۷۸−۱−۸۵۹۸۴−۳۹۲−۵978-1-85984-392-5.
- Empire of Capital, Verso, 2003. شابک ‎۹۷۸−۱−۸۵۹۸۴−۵۰۲−۸978-1-85984-502-8; paperback: Verso, 2005. شابک ‎۱−۸۴۴۶۷−۵۱۸−۱1-84467-518-1.
- Citizens to Lords: A Social History of Western Political Thought from Antiquity to the Middle Ages.Verso, 2008. شابک ‎۹۷۸−۱−۸۴۴۶۷−۲۴۳−۱شابک ‎۹۷۸−۱−۸۴۴۶۷−۲۴۳−۱978-1-84467-243-1.
- Liberty & Property: A Social History of Western Political Thought from Renaissance to Enlightenment. Verso, 2012. شابک ‎۹۷۸−۱−۸۴۴۶۷−۷۵۲−۸978-1-84467-752-8.

### شرکت ویرایش مجموعه
- در دفاع از تاریخ: مارکسیسم و پست مدرن را در دستور کار خود اد. با جان بلامی فاستر. ماهانه نقد و بررسی مطبوعات، 1997. شابک ‎۰۸۵۳۴۵۹۸۳۵۰۸۵۳۴۵۹۸۳۵
- سرمایه‌داری و عصر اطلاعات: اقتصاد سیاسی جهانی ارتباطات انقلاب اد. با Robert W. McChesney و جان بلامی فاستر. ماهانه نقد و بررسی مطبوعات، 1998. شابک ‎۰۸۵۳۴۵۹۸۹۴۰۸۵۳۴۵۹۸۹۴
- برخاسته از خاکستر است؟ کار در عصر «جهانی» سرمایه‌داری اد. با پیتر Meiksins و مایکل یاتس. ماهانه نقد و بررسی مطبوعات، 1998. شابک ‎۰۸۵۳۴۵۹۳۹۸۰۸۵۳۴۵۹۳۹۸

## نشریات آنلاین
- "C. B. MacPherson: لیبرالیسم و وظیفه سوسیالیستی نظریه سیاسی"های سوسیالیستی ثبت نام, Vol.15 (1978), pp. 215-240. ارزیابی انتقادی از فکر C. B. مکفرسون. [برگرفته مارس ۱۸، ۲۰۱۰]
- "لیبرال دموکراسی و سرمایه داری هژمونی: پاسخ به لئو Panitch در وظیفه سوسیالیستی نظریه سیاسی"های سوسیالیستی ثبت نام, Vol. 18 (1981), pp. 169-189. در سوسیالیستی نظریه سیاسی است. [برگرفته مارس ۱۸، ۲۰۱۰]
- "مارکسیسم بدون مبارزه طبقاتی است؟"های سوسیالیستی ثبت نام, Vol. 20 (1983), pp. 239-271. [برگرفته مارس ۱۸، ۲۰۱۰]
- "استفاده و سوء استفاده از 'عمران' جامعه"های سوسیالیستی ثبت نام, Vol. 26: عقب‌نشینی از روشنفکران (1990), pp. ۶۰–۸۴. [برگرفته مارس ۱۸، ۲۰۱۰]
- "رالف Milbandهای ۱۹۲۴-۱۹۹۴"با رادیکال Philoshopyشماره ۶۸ (پاییز ۱۹۹۴). ادای احترام به رالف میلیبند
- "وقایع نگاری جدید در سمت چپ و جانشینان آن و یا: که از مد افتاده در حال حاضر؟"های سوسیالیستی ثبت نام, Vol. 31: چرا که نه سرمایه‌داری ؟ (1995), pp. ۲۲–۴۹.
- "مدرنیته پست مدرنیته یا سرمایه داری؟"با بررسی ماهانه (ژوئیه–اوت ۱۹۹۶). [برگرفته از http://findarticles.com/ مارس ۱۸، ۲۰۱۰]
- "مسائل کلاس و فرهنگ: مصاحبه با Aijaz احمد"با بررسی ماهانه (اکتبر ۱۹۹۶). [برگرفته از http://findarticles.com/ مارس ۱۸، ۲۰۱۰]
- "بازگشت به مارکس"کار ماهانه نقد و بررسی, Vol. 49, No. 2 (ژوئن ۱۹۹۷).
- "کار دولت و طبقاتی"های ماهانه نقد و بررسی, Vol. 49-شماره ۳ (ژوئیه–اوت ۱۹۹۷).
- "توجه داشته باشید در Du خنده بلند و هرمان"های ماهانه نقد و بررسی, Vol. 49, No. 6 (نوامبر ۱۹۹۷). توجه داشته باشید در جهانی شدن است.
- "Class قراردادهایی با دولت رفاه و دورهای شیفت: پاسخ به فرانسیس فاکس Piven and Richard A. Cloward - جدید Press, p.13 سال ۱۹۹۷" (مارس ۱۹۹۸).
- "مانیفست کمونیست پس از ۱۵۰ سال"های ماهانه نقد و بررسی, Vol. 50 شماره ۱ (مارس ۱۹۹۸).
- "کشاورزی ریشه‌های سرمایه داری"های ماهانه نقد و بررسی, Vol. 50, شماره ۳ (ژوئیه–اوت ۱۹۹۸).
- "سرمایه داری و تغییر نسل شیفت"های ماهانه نقد و بررسی, Vol. 50 شماره ۵ (اکتبر ۱۹۹۸).
- "کوزوو و جدید امپریالیسم"های ماهانه نقد و بررسی, Vol. 51, No. 2 (ژوئن ۱۹۹۹).
- "ناراضی خانواده: سرمایه داری جهانی در جهان دولت-ملت"های ماهانه نقد و بررسی, Vol. 51, No. 3 (ژوئیه–اوت ۱۹۹۹).
- "سیاست‌های سرمایه داری"های ماهانه نقد و بررسی, Vol. 51, No. 4 (سپتامبر ۱۹۹۹).
- "Eurocentric ضد Eurocentrism"با solidarity-us.org (2001). نقد Eurocentric ضد Eurocentrism